# اتحاد ترينيداد وتوباغو لكرة القدم
تأسس اتحاد ترينيداد وتوباغو لكرة القدم (بالإنجليزية: Trinidad and Tobago Football Association)‏ في عام 1908م وانضم إلى الإتحاد الدولي لكرة القدم في 1963م وإنضم إلى اتحاد أمريكا الشمالية لكرة القدم في 1962م.

## روابط خارجية
- Official site of Trinidad and Tobago Football Federation
- Official Site of the Soca Warriors
- Soca Warriors Online